# إطلاق نار ناتج عن إهمال
يُشير إطلاق النار الناتج عن الإهمال (ND) إلى إطلاق النار من سلاح ناري نتيجة إهمال من جانب المذنب. وفي المطلحات الفنية القضائية والعسكرية، يُعتبر إطلاق النار الناتج عن الإهمال جريمة يُحاسب فاعلها. وهناك عدد من القوات المسلحة تعتبر تلقائيًا أي أطلاق نار عرضي هو إطلاق نار ناتج عن الإهمال، وذلك في ظل افتراض أن أي جندي مدرب يجب أن يكون مسيطرًا على سلاحه الناري طوال الوقت. وهذا هو الحال بالنسبة للجيش الأمريكي، والجيش الكندي والقوات الجوية الملكية والجيش البريطاني وعدد من قوات الشرطة داخل المملكة المتحدة.